# Nagornyj
Nagornyj (in lingua russa Нагорный) è una città della Russia di 1 600 abitanti situata nel Territorio della Kamčatka.